# 何城
何城（1500年—1564年），字叔防，號月梧，陝西省綏德衛官籍江西萍乡县人，世居榆林卫，官籍。正德年间，何城父亲何炫在江淮为盐商，入籍扬州府江都县。明朝政治人物。

## 生平
其父在揚州經商，於是定居於江都。嘉靖元年（1522年）壬午科陕西乡试第六十一名举人，十一年（1532年）壬辰科会试第一百八十名，廷试第三甲第一百八十九名進士。工部观政，選翰林院庶吉士，改刑部主事，歷官兵部武庫司主事，提督武學，降安州添註同知，築堤捍御水患，民號“何公堤”。轉徽州府同知，陞工部虞衡司郎中，監督改建圜丘。
嘉靖二十年（1541年）奉勅至黃州府，建御書樓，命陶仲文祝延聖壽。次年陞武昌府知府。楚世子朱英燿与心腹指挥甘玉海谋叛，何城察覺之後，先發制人，於嘉靖二十五年（1546年）告發，并殺甘玉海。
嘉靖二十六年（1547年）。擢山西潞安兵備副使，分巡冀南道。嘉靖二十九年（1550年），大計官員，何城罷黜，返回江都。倭寇猖獗，何城建議修築外城防禦。嘉靖四十三年（1564年）卒。

## 家族
曾祖何洪，鎮撫；祖何英，鎮撫；父何炫（1459年-1517年），號介菴，正千戶；前母趙氏、母温氏；嫡母劉氏；生母楊氏。慈侍下。弟何堅（號石庵，嘉靖庚子應天乡试第口口名，授临江府通判）；次弟何塤，生员。
從兄何堂（指揮同知），從弟何基，生员；何址；何增；何坤。
子何汝敬（例貢、授鴻臚寺署丞）。姪何汝礪，嘉靖丁酉陕西乡试……县。
孫昌祚；昌德；姪孫燦然，儀直縣學生員；廓然，□□縣學生□□，龍圖出。瑞麟（曾孫）；文麟（曾孫 昌祚出）；王麟（曾孫）；聖麟（曾孫）；與麟（曾孫 昌德出）。